# Лемон Хил (Калифорнија)
Лемон Хил (енгл. Lemon Hill) насељено је место без административног статуса у америчкој савезној држави Калифорнија.

## Демографија
По попису из 2010. године број становника је 13.729.
| Група             | 2000.    | 2010.         |
| Белци             | 0 (0,0%) | 2.484 (18,1%) |
| Афроамериканци    | 0 (0,0%) | 1.493 (10,9%) |
| Азијати           | 0 (0,0%) | 2.394 (17,4%) |
| Хиспаноамериканци | 0 (0,0%) | 6.790 (49,5%) |
| Укупно            | 0        | 13.729        |